# Mazda CX-9
La Mazda CX-9 è un'autovettura del tipo SUV prodotta dalla casa automobilistica giapponese Mazda a partire dal 2007. Utilizza il telaio e numerosi componenti della sorella minore CX-7 e sul mercato statunitense ha sostituito il modello MPV.

## Prima serie (2006-2016)
La CX-9 è stata presentata per la prima volta al pubblico il 13 aprile 2006 al New York International Auto Show ed è stata messa in vendita nel febbraio 2007. La trazione è disponibile sia per le sole ruote anteriori che sulle quattro ruote con la possibilità di inserire la trazione posteriore con lo schema integrale inseribile).

### Motorizzazioni
Al lancio la CX-9 era equipaggiata con il motore Ford Cyclone 3.5 litri V6 da 263 cavalli, ma dal 2008, in occasione di un restyling, tale motorizzazione è stata sostituita da una versione rivista e con cubatura incrementata a 3,7 litri producendo 204 kW (274 CV) e 366 Nm di coppia. La prima generazione si basava sulla piattaforma Ford CD3 condivisa con molti modelli Ford e Mazda, tra cui la Ford Edge. Il cambio per entrambe le versioni è un automatico a 6 rapporti prodotto dall'Aisin.

## Seconda serie (2016-)

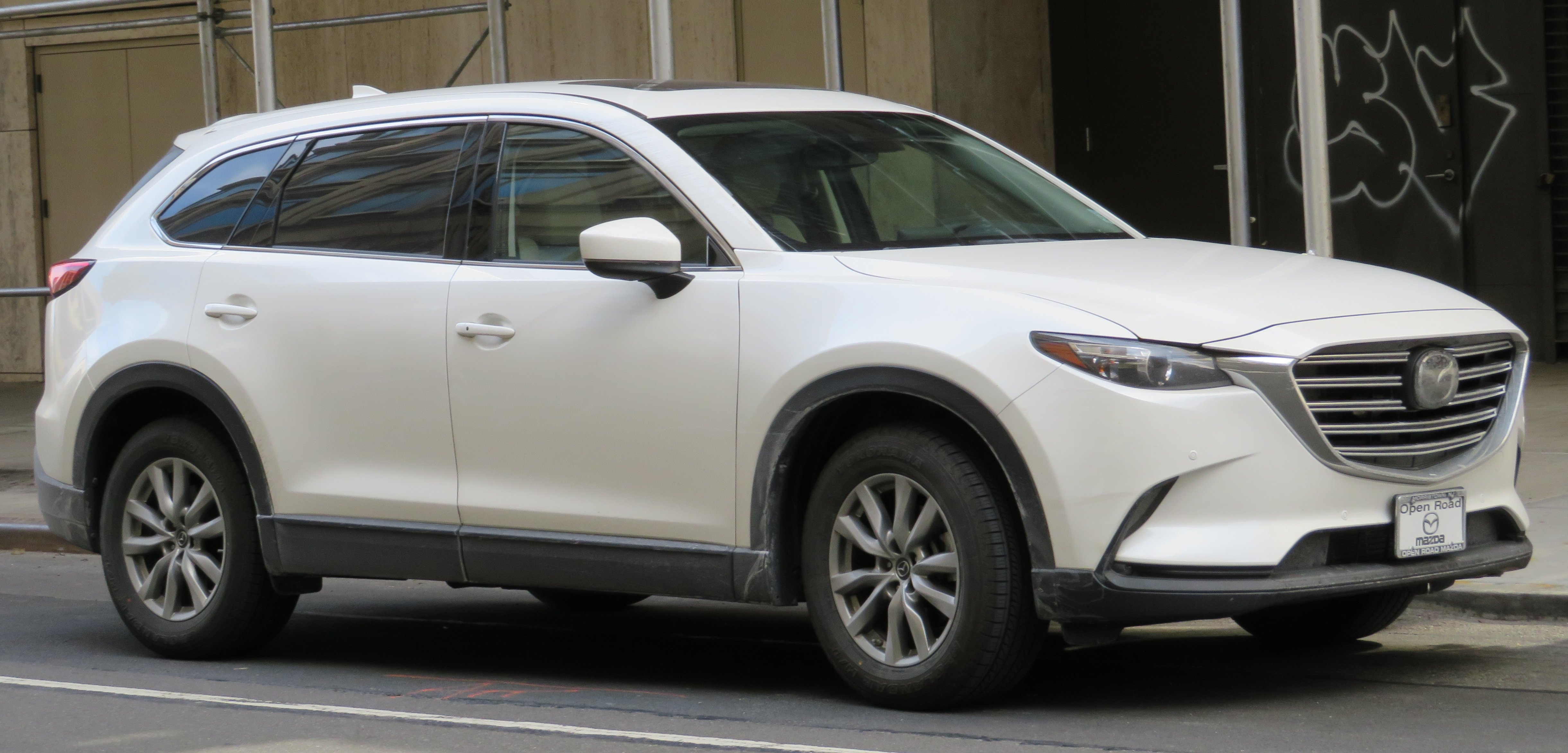
Mazda CX-9 (seconda serie)

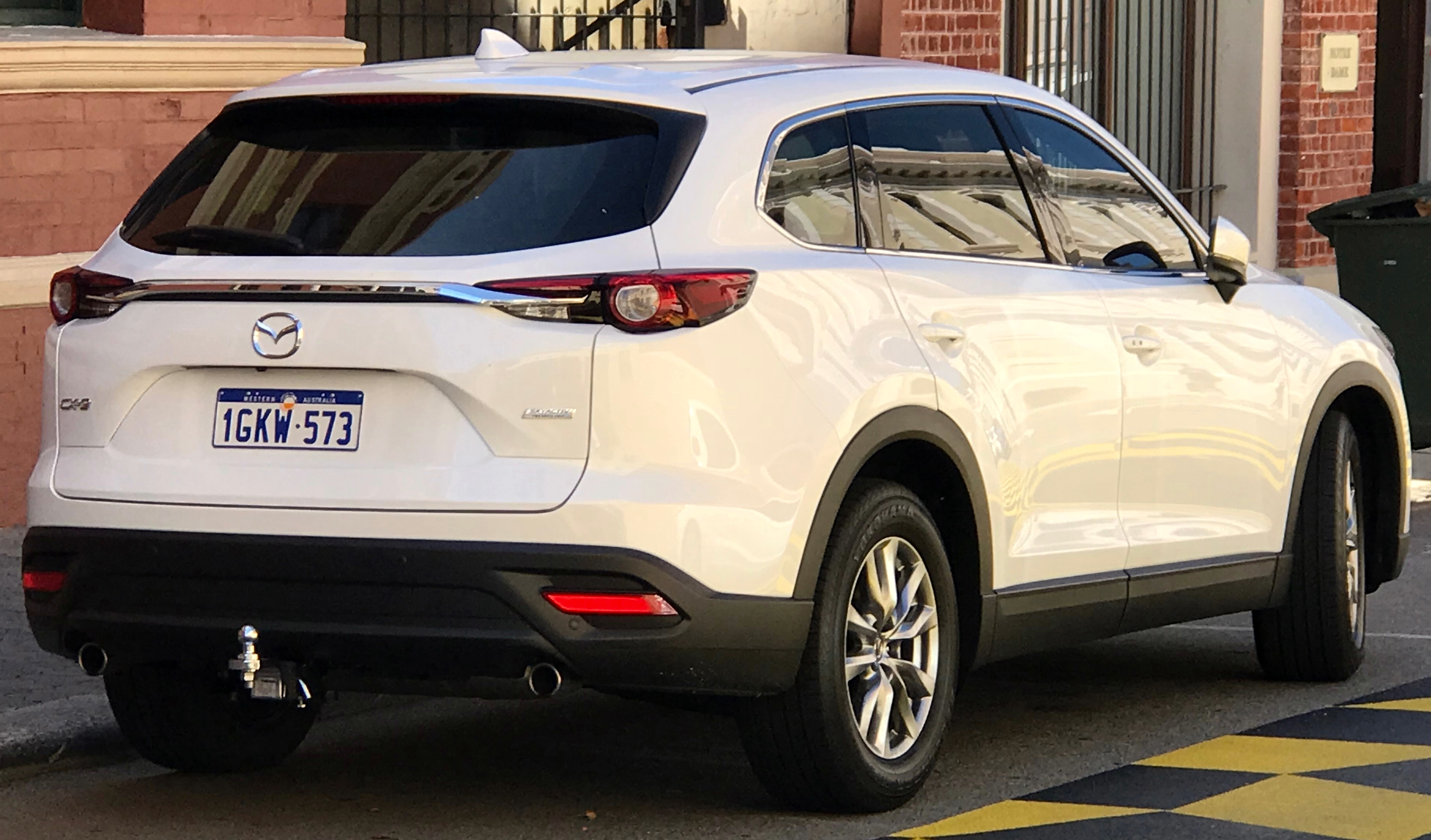
Mazda CX-9 (seconda serie)

Al Salone dell'automobile di Los Angeles del 2015, Mazda ha presentato la seconda generazione della CX-9, nove anni dopo il lancio della prima. 
Il design esterno segue la filosofia del cosiddetto Kodo Design di Mazda. Dimensionalmente risultata essere più corta della precedente generazione, ma il passo è più lungo, facendo si che gli sbalzi sia anteriori e che posteriori risultino più corti.

### Motorizzazioni
Questa generazione è stata totalmente sviluppata e riprogetta e si basa sulla piattaforma Skyactiv, condividendo le motorizzazioni con le Mazda introdotte dopo il 2011. A spingere la vettura c'è un propulsore turbocompresso a benzina denominato Skyactiv-G a quattro cilindri da 2,5 litri, che produce 227 CV (169 kW) e 420 Nm di coppia. Il motore è abbinato a un cambio automatico a sei marce.

## Riconoscimenti
La CX-9 è stata premiata da Motor Trend come SUV of the Year nel 2008 e come North American Truck of the Year Award al NAIAS di Detroit.
In Australia, la Mazda CX-9 di seconda generazione è stata premiata con il Wheels Car of the Year 2017.
La CX-9 è stata anche finalista per il World Car of the Year 2017.
Nel 2017, la seconda generazione della Mazda CX-9 ha ricevuto il premio IIHS Top Safety Pick+.